# Gymnopilus submarasmioides
Gymnopilus submarasmioides là một loài nấm thuộc họ Cortinariaceae.